# Guézawa (Olléléwa)
Guézawa (auch: Gézawa, Guézaoua) ist ein Dorf in der Landgemeinde Olléléwa in Niger.

## Geographie
Das Dorf befindet sich rund zwölf Kilometer südöstlich des Hauptorts Olléléwa der gleichnamigen Landgemeinde, die zum Departement Tanout in der Region Zinder gehört. Zu weiteren Siedlungen in der Umgebung von Guézawa zählen Farara im Nordwesten, Dan Biri im Nordosten und Koulan Karki im Südosten.
Guézawa ist Teil der Übergangszone zwischen Sahara und Sahel. Die durchschnittliche jährliche Niederschlagsmenge beträgt hier zwischen 200 und 300 mm.

## Geschichte
Der staatliche Stromversorger NIGELEC schloss Guézawa im Jahr 2020 an sein Verbundnetz an.

## Bevölkerung

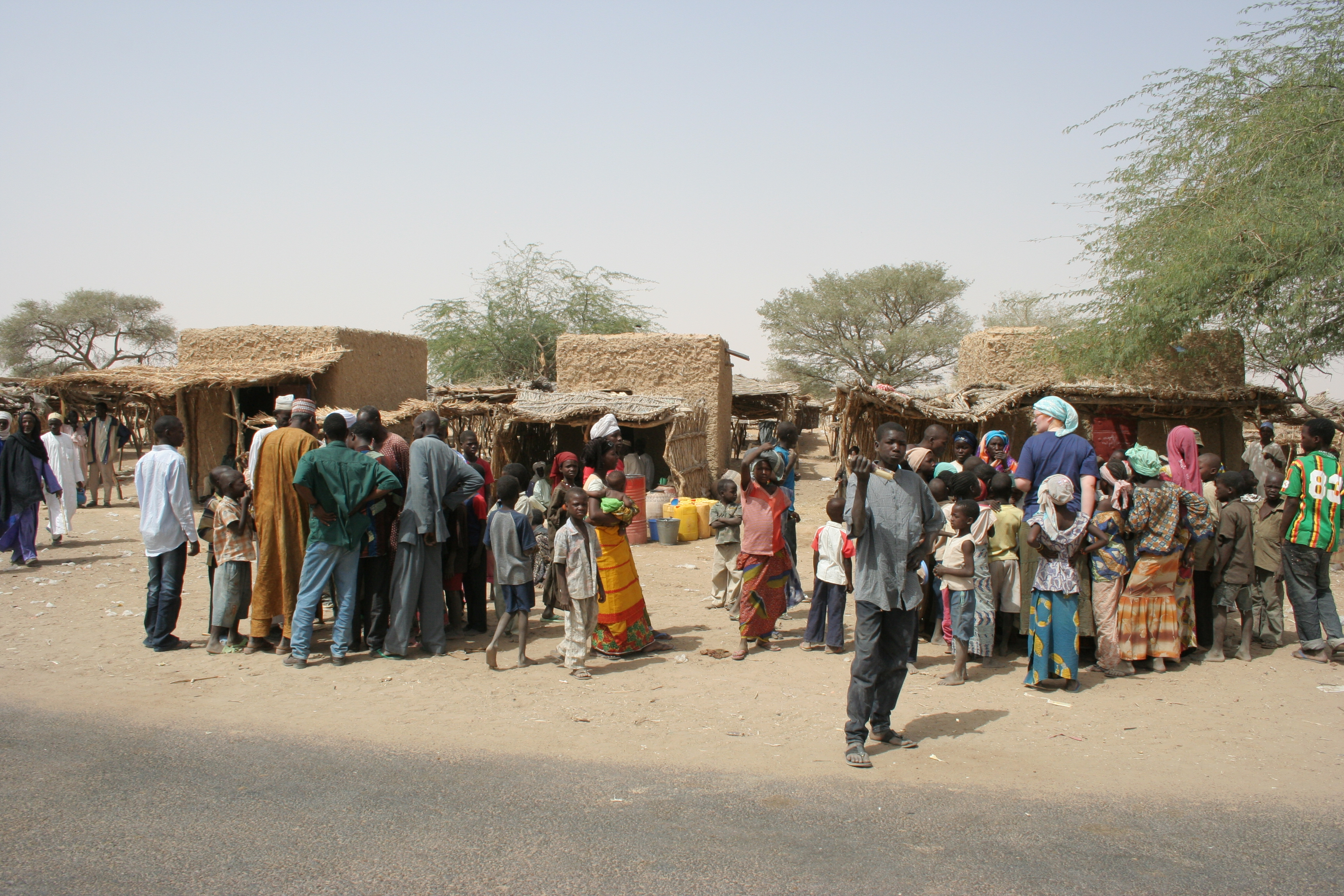
Menschen in Guézawa (2009)

Bei der Volkszählung 2012 hatte Guézawa 2385 Einwohner, die in 393 Haushalten lebten. Bei der Volkszählung 2001 betrug die Einwohnerzahl 1504 in 262 Haushalten und bei der Volkszählung 1988 belief sich die Einwohnerzahl auf 1472 in 274 Haushalten.
In der Siedlung leben Angehörige der Ethnie der Hausa. Es wird die Sprache Hausa gesprochen. Die Bevölkerungsdichte in diesem Gebiet ist mit 10 bis 20 Einwohnern je Quadratkilometer relativ gering.

## Wirtschaft und Infrastruktur

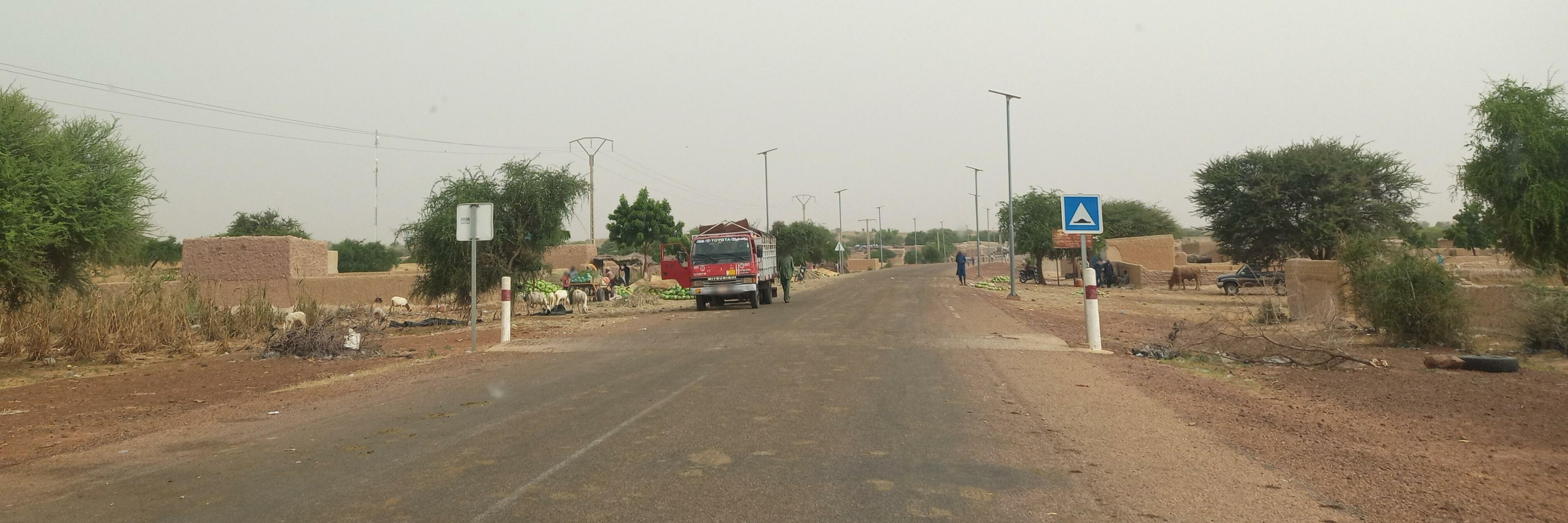
Nationalstraße 11 in Guézawa (2023)

Die Bevölkerung bestreitet ihren Lebensunterhalt hauptsächlich durch Viehzucht. Guézawa liegt in einem Gebiet des Übergangs zwischen der Naturweidewirtschaft des Nordens und des Ackerbaus des Südens, was zu Landnutzungskonflikten führt. Im Dorf wird ein Wochenmarkt abgehalten. Der Markttag ist Mittwoch. Mit einem Centre de Santé Intégré (CSI) ist ein Gesundheitszentrum vorhanden. Es gibt eine Schule. Die 980,9 Kilometer lange ausgebaute Nationalstraße 11 zwischen Algerien und Nigeria führt durch Guézawa. Im Ort zweigt die 151,3 Kilometer lange Nationalstraße 45 nach Tessaoua ab.